# プロレスQ
『プロレスQ』（プロレス キュー）とは、キングレコードより発売している「プロレス・格闘技」の入場テーマソングを集めたオムニバスアルバムシリーズである。

## 概要
- プロレスQには、大きく分けてナンバリングタイトルでリリースされた「格闘音楽大全 プロレスQ」シリーズと、団体別に製作されたものがある。
- これまで各団体が発売した公式のテーマソング集にも著作権の関係上収録できなかった楽曲や、未CD化の音源なども多数含まれている。
- 2012年まで発売されたものは全て廃盤となっている。
- 2012年、約10年ぶりに復活。通算で12タイトル目だが、ジャケットはトランプのKING（13）である。
- 2022年も約10年ぶりに復活し、こちらは男女別で2タイトル同時発売となっているが、ジャケットは13タイトル目がトランプのJack（11）、14タイトル目はトランプのQueen（12）である。

## 格闘音楽大全 プロレスQ
1. 格闘音楽大全 プロレスQ (1998/12/23)
2. 格闘音楽大全 プロレスQ2 (1999/7/23)
3. 格闘音楽大全 プロレスQ3D (1999/9/22)
4. 格闘音楽大全 プロレスQ4ever (1999/12/3)
5. 格闘音楽大全 プロレスQ第5回 プロレス紅白 (1999/12/23)
6. 格闘音楽大全 プロレスQ6peach (2000/3/3)
7. 格闘音楽大全 プロレスQ777DX (2000/6/21)
8. 格闘音楽大全 プロレスQ8時だよ!全員集合 (2000/10/4)
9. 格闘音楽大全 プロレスQ第九 (2000/12/21)
10. 格闘音楽大全 プロレスQ10番勝負 (2002/4/24)
11. 格闘音楽大全 プロレスQ11PM (2002/5/22)
12. 格闘音楽大全 プロレスQKING (2012/8/8)
13. 格闘音楽大全 プロレスQリターンズ Jack/Queen (2022/6/15)

## 団体別
1. 大阪プロレス 「大阪プロレス」(2001/5/23)
2. 大阪プロレス 「大阪プロレス物語」(2003/7/2)
3. KAIENTAI-DOJO 「KAIENTAI-DOJO」(2003/12/26)
4. 大阪プロレス　「The 3rd.IMPACT!」（2005/8/24）
5. KAIENTAI-DOJO 「KAIENTAI-DOJO 2」(2005/12/28)